# Verführung: Die grausame Frau
Verführung: Die grausame Frau ist ein experimenteller deutscher Spielfilm der Regisseurinnen Elfi Mikesch und Monika Treut aus dem Jahr 1985. Der in einem collagenhaft-surrealen Stil inszenierte Film schildert die sadomasochistischen Erlebnisse einer Gruppe unterschiedlicher Menschen im unmittelbaren Umfeld einer Domina und wurde durch Leopold von Sacher-Masochs Roman Venus im Pelz inspiriert.

## Handlung
Die Geschäftsfrau und Domina Wanda führt mit ihren männlichen und weiblichen Bottoms regelmäßig bezahlte öffentliche BDSM-Performances in ihrer Galerie am Hamburger Hafen durch. Einer der an diesen Vorführungen Mitwirkenden, der romantische Schwärmer Gregor, verliebt sich in sie. Der Journalist Maehrsch will ein Interview mit Wanda und lernt dabei etwas über seinen eigenen verborgenen Masochismus und wird zum „Toilettensklaven“.

## Hintergründe
- Der Kunstprofessor Peter Weibel ist in einer Nebenrolle als Toilettensklave zu sehen.
- Das Hamburger Filmbüro und das Filmbüro Nordrhein-Westfalen unterstützten Produktion und Vertrieb des Films.
- Der Film wurde auf 35 mm in Farbe gedreht und im Februar 1985, im Rahmen des Forums der Internationalen Filmfestspiele Berlin uraufgeführt.
- Der Film hätte mit 250.000 DM durch den Filmförderungsausschuss des Bundesinnenministeriums gefördert werden sollen. Kurz nach Vorlage des Drehbuchs, ließ der damalige Innenminister Friedrich Zimmermann die Förderung zurückziehen.[1][2]
- Die einem breiten Publikum aus einem Kaffeewerbespot als Frau Sommer bekannte Xenia Katzenstein war für Kulissen und Dekoration der Sets zuständig.

## Kritik
„Aufregenderes, subversiveres, seltsameres Kino wird man so bald bei uns nicht mehr zu sehen bekommen.“

- „Dieser subversive, souveräne Campfilm verzaubert, verprügelt, erobert und verwirrt den Zuschauer.“ Frank Ripploh, Tip, Berlin
- „[…] die Perversion des Masochismus wird weder erklärt noch für Verständnis bei den ‚normalen‘ Kinogängern geworben. […] rundum überflüssig und ärgerlich.“   Hans Messias, Katholischer Filmdienst
- „Diese Mischung aus Fäkaliensprache und Erotik kann niemandem zugemutet werden.“ Friedrich Zimmermann (CSU), ehemaliger Bundesinnenminister, zum Drehbuch anlässlich der CDU/CSU Mediengespräche, Bayrischer Hof, München
- „Die verschwenderisch schönen Bilder erzeugen einen Sog, dem man sich nur schwer entziehen kann und machen Verführung: Die grausame Frau zu einem der geheimnisvollsten Filme des deutschen Kinos.“ Roland Keller, Cinema
- „Die Schauspielerin Mechthild Grossmann ist, dank zahlreich angedeuteter Nuancen in Stimme, Mienenspiel und Körpersprache, nicht nur eine starke Frau. Es ist, als hebe sie bisweilen den Gegensatz der Geschlechter regelrecht auf. Sie ist zur absoluten Herrscherin des Films geworden. Verführung: Die grausame Frau ist nicht zuletzt ihr begeisterndes Werk.“ Wolfgang Würker, Frankfurter Allgemeine Zeitung
- „Ich danke Ihnen für diesen wunderschönen Film“ Jean Baudrillard, nach der Pressevorführung in Paris
- „[…] vermutlich die einzige intelligente Innenansicht des konsensuellen Sadomasochismus, die jemals auf der Leinwand zu sehen war.“ Andrew Dowler, NOW, Toronto
- „Großartig: Sadomasochismus wie von Avedon und Kostüme von Dior.“ Film Comment
- „Eine provozierende Mischung aus Fassbinder und Cabaret!“ New York Times

## Festivals
Internationale Filmfestspiele Berlin 1985
Der Film wurde unter anderem auf folgenden Filmfestivals vorgeführt:
| - Internationale Filmfestspiele Berlin - Toronto International Film Festival - Los Angeles International Film Festival - San Francisco International Film Festival - Edinburgh International Film Festival | - World Film Festival - Chicago International Film Festival - New York International Film Festival - The Times bfi London Film Festival - Festival international de films de femmes de Créteil |